# Freeman Elliott
Freeman Elliott,  né en 1922 à Chicago, était un illustrateur américain spécialisé dans les dessins de pin-ups,.

## Biographie
Son nom s'orthographie parfois Freeman Elliot, Freeman Eliot ou Freeman Eliott.